# Зал ожидания (фильм, 1973)
«Зал ожидания» (англ. The Waiting Room) — американский независимый драматический фильм Карен Сперлинг. Над фильмом работала исключительно женская команда и это первый драматический фильм в карьере Роберты Финдли, которая здесь выступила в качестве оператора.
Первая и последняя полнометражная работа Карен Сперлинг. Фильм был показан в кино только один раз, с тех пор никогда и нигде не перевыпускался.
В настоящее время считается киноведами важным феминистическим прецедентом в истории кино. Послужил ключевым моментом в жизни Финдли, после которого она перестала работать с женщинами в съёмочной команде, что послужило одной из причин того, что в дальнейшем её называли антифеминисткой.

## Сюжет
Фильм рассказывал о женщине в исполнении Сперлинг, показывалась её работа, домашняя жизнь, свадьба и похороны.

## Создание
Несмотря на минимальный зрительский охват, первый фильм Карен Сперлинг «Сделай лицо» (1971) был существенно разрекламирован с помощью скоординированных интервью для прессы и приглашений журналистов наблюдать за работой на съёмочной площадке, что стало предвестником более поздней рекламной стратегии «Зала ожидания». Фильм «Зал ожидания» был любимым проектом Карен Сперлинг, наследницы и внучки Гарри Уорнера, соучредителя Warner Bros., а также дочери кинопродюсера и сценариста Милтона Сперлинга. В 1973 году Сперлинг задалась целью создать фильм, в котором бы отражался жизненный опыт женщин, и в частности ожидания и последствия, связанные с браком. Ключом к этому процессу, по мнению Сперлинг, должны были стать съёмки фильма с женской командой: «Мне казалось, что раз уж фильм о женщинах, то почему бы не снять его полностью в женском окружении и с их точки зрения?». Съёмки проходили в декорациях, построенных на острове Уордс.
Репортеры журнала Show присутствовали на съёмочной площадке, когда Сперлинг пригласила своих родителей и других людей понаблюдать за её нетрадиционным режиссёрским стилем, который резко расходился с голливудскими представлениями её семьи. Для «Зала ожидания» Сперлинг привлекла ещё больше внимания прессы, на этот раз делая акцент на полностью женской съёмочной группе фильма, состоящей из тридцати пяти человек, и особое внимание уделялось Роберте Финдли. Данный фильм является одном из первых случаев участия Финдли в рекламной кампании, когда она работала кинооператором по контракту, а не над своими фильмами или фильмами мужа Майкла Финдли.

Съёмочный процесс фильма. Роберта Финдли, справа от камеры

Неизвестно, как Финдли познакомилась со Сперлинг; однако Сперлинг завела связи в кино для взрослых, когда выступила в качестве члена жюри Нью-Йоркского фестиваля эротических фильмов 1972 года, организованного журналом Screw, в составе которого были такие известные личности, как Гор Видал, Энди Уорхол, Бетти Додсон, Милош Форман, Сильвия Майлз и Элвин Голдштайн. История Финдли в кино для взрослых была ключевой особенностью, которая вновь и вновь освещалась в прессе. Журнал Boxoffice утверждал, что Финдли — фигура, «добившаяся успеха в сфере секс-фильмов», а газета New York Daily News в сообщила, что Финдли научилась снимать фильмы благодаря своему мужу Майклу, который «позволял ей помогать в работе над его мягкими порнофильмами». Финдли также стала и центральным объектом во время фотосессий журналистов. В репортаже New York Daily News была опубликована её фотография в процессе переноса камеры. The Associated Press сделало несколько фотографий на съёмочной площадке для статьи Евы Шарбут. Одна из фотографий была озаглавлена «Девушки в команде», на которой Финдли направляет камеру на Сперлинг в больничном коридоре, а на второй фотографии Финдли сидит на тележке с камерой, зажатая между двумя ассистентами оператора. Неизвестный источник в то время утверждал, что Сперлинг заплатила фирме по связям с общественностью Rogers, Cowan & Brennan за проведение медиа-кампании фильма.

## Релиз
Был всего один кинотеатральный показ фильма, премьера фильма состоялась в Лос-Анджелесе в 1973 году. С тех пор фильм ни разу нигде не показывался и не транслировался, не выпускался ни на каких физических носителях или онлайн площадках, а Сперлинг больше не сняла ни одной картины.

## Критика
Киновед Финли Фрейберт считает, что вопросы прессы о гендерной политике найма женской команды отражают тот факт, что любое отклонение от мужского уклона киноиндустрии воспринималось как вызов «мужской шовинистической практике найма». Но как следует из фотографий со съёмочной площадки и подписи под ними, Сперлинг утверждала, что наняла женскую съёмочную группу для создания атмосферы и эмоционального заряда, а не «по какой-либо причине (феминистического) движения». Таким образом, практика найма Сперлинг воспринималась прессой как производственное решение, трактующее фильм не как политическое заявление, а как нечто уникальное на рынке, где доминируют мужчины. Киноведы Уитни Струб и Питер Алилунас считают, что фильм знаменует собой важный феминистский момент в истории кино.
После работы над этим фильмом у Роберты Финдли остались негативные впечатления. Впоследствии она не раз в интервью говорила, что после «Зала ожидания» она не хотела брать на какие-то закадровые должности в своём кино женщин. В интервью для журнала Sir, она сказала, что «на каждых трёх женщин… в нашей команде, потребовался бы один мужчина, чтобы сделать работу правильно». В другом интервью она вспомнила, что у неё был «негативный опыт» работы в команде из 30 неопытных женщин и в итоге получился «хромой продукт».